# イディナ・メンゼル
イディナ・メンゼル（Idina Menzel、1971年5月30日 - ）は、アメリカ合衆国の女優・歌手。
ブロードウェイ・ミュージカル『レント』のモーリーン役でトニー賞助演女優賞にノミネートされ、『ウィキッド』のエルファバ役で同主演女優賞を受賞。またディズニー映画『アナと雪の女王』で歌唱した劇中歌「レット・イット・ゴー」が第86回アカデミー賞歌曲賞を受賞。

## プロフィール
ニューヨーク州ロングアイランドにて、ユダヤ系の両親の間に生まれる。
1996年の『レント』のモーリーン役でブロードウェイ・デビュー。トニー賞の候補になるなど高い評価を受け、一躍有名となる。また、モーリーン役は2005年の映画版でも演じた。
その後も順調にキャリアを積み、2003年の『ウィキッド』で『オズの魔法使い』の西の悪い魔女・エルファバの前日譚を、全身緑色のメイクで演じ、この作品でトニー賞ミュージカル主演女優賞を受賞した。2006年のウエスト・エンド公演でも再び演じている。また、ミュージカルのキャストレコーディングCD以外にも歌手として2枚アルバムを出している。
2013年には『glee/グリー』に出演。
2013年に公開(日本では2014年公開)の、童話『雪の女王』を題材としたディズニーのアニメーション映画『アナと雪の女王』に、雪の女王エルサ役として出演、歌唱した主題歌「レット・イット・ゴー」が第86回アカデミー賞歌曲賞を受賞。日本でも同映画・同曲が人気を博したことから、2014年12月31日の第65回NHK紅白歌合戦に出場し「レット・イット・ゴー」を披露した（コメントは生中継、歌唱は事前収録）。
私生活では、2003年に『レント』で共演したテイ・ディグスと結婚。
2009年9月、公式ツイッターで、男児を出産したことを発表した。2013年、10年あまりの結婚生活ののちにティグスと離婚。
2016年、俳優のアーロン・ローアと婚約。

## 主な出演作品

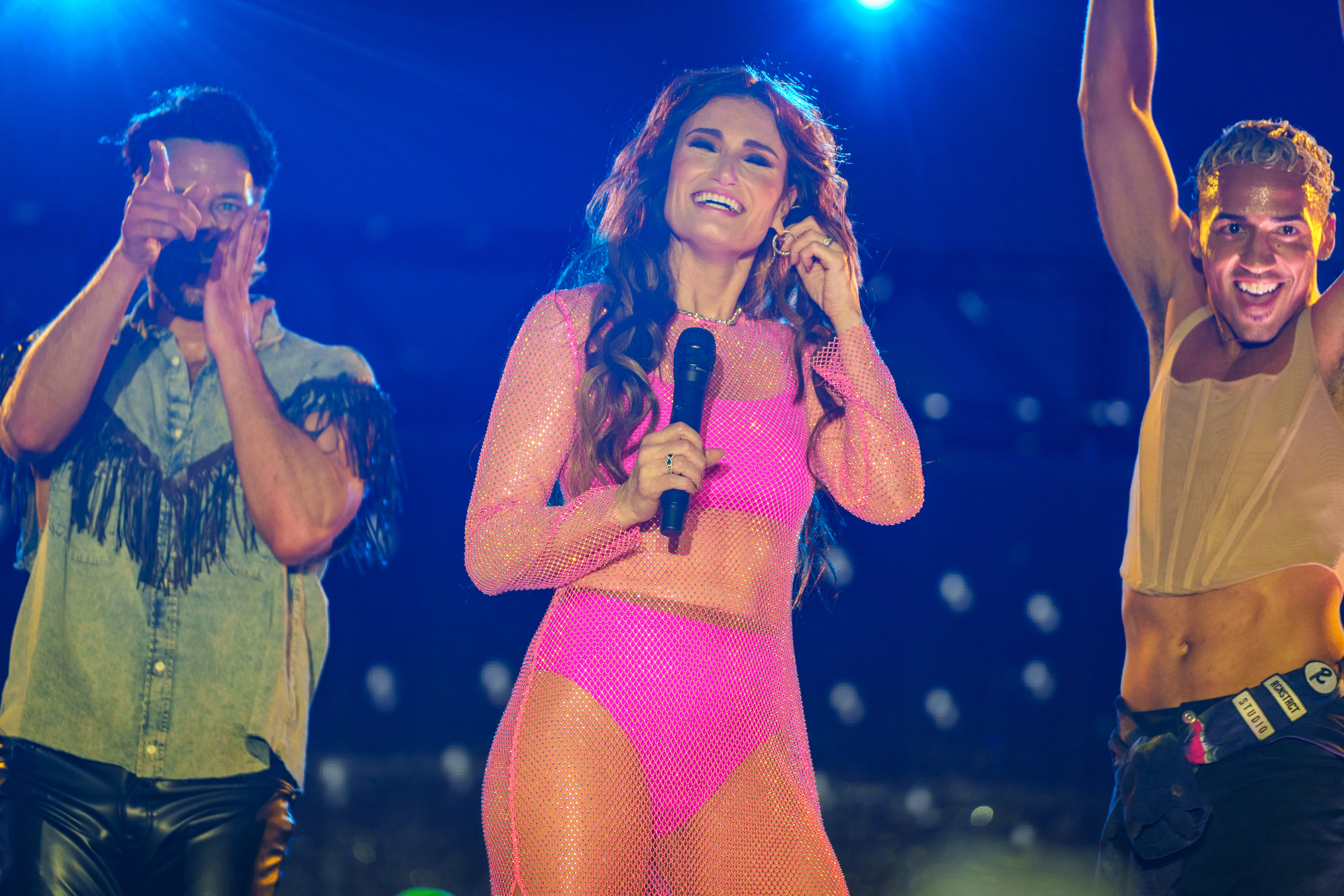
2023年

### 舞台
- 『レント』 - Rent (1996年)
- The Wild Party (2000年)
- Summer of '42 (2000年)
- 『アイーダ』 - Aida (2001年)
- 『ヘアー』 - Hair (2001年)
- 『ヴァギナ・モノローグス』 - The Vagina Monologues (2002年)
- 『ウィキッド』 - Wicked (2003年)
- See What I Wanna See (2005年)
- If/Then (2014年)

### 映画
| 公開年 | 邦題 原題                                               | 役名                 | 備考 |
| ------ | ------------------------------------------------------- | -------------------- | ---- |
| 2001   | Kissingジェシカ Kissing Jessica Stein                   |                      |      |
| 2002   | はじまりはキッスから Just a Kiss                        |                      |      |
| 2005   | レント Rent                                             | モーリーン           |      |
| 2006   | Ask The Dust                                            |                      |      |
| 2007   | 魔法にかけられて Enchanted                              | ナンシー・トレメイン |      |
| 2013   | アナと雪の女王 Frozen                                   | エルサ役（声）       |      |
| 2015   | アナと雪の女王 エルサのサプライズ Frozen Fever          | エルサ役（声）       |      |
| 2017   | アナと雪の女王/家族の思い出 Olaf's Frozen Adventure     | エルサ役（声）       |      |
| 2018   | シュガー・ラッシュ:オンライン Ralph Breaks the Internet | エルサ役（声）       |      |
| 2019   | アンカット・ダイヤモンド Uncut Gems                     | ダイナ・ラトナー     |      |
| 2019   | アナと雪の女王2 Frozen2                                 | エルサ役（声）       |      |
| 2020   | オラフの生まれた日 Once Upon a Snowman                  | エルサ役（声）       |      |
| 2021   | シンデレラ Cinderella                                   | ヴィヴィアン         |      |
| 2022   | 魔法にかけられて2 Disenchanted                          | ナンシー・トレメイン |      |

### テレビドラマ
| 放映年    | 題名             | 役名                   | 備考       |
| --------- | ---------------- | ---------------------- | ---------- |
| 2009-2013 | glee/グリー glee | シェルビー・コークラン | 計13話出演 |

## ディスコグラフィ

### スタジオ・アルバム
- Still I Can't Be Still (1998年、Hollywood)
- Here (2004年、Zel) ※EP
- 『アイ・スタンド』 - I Stand (2008年、Warner Bros.)
- 『スノー・ウィッシズ〜雪に願いを』 - Holiday Wishes (2014年、Warner Bros.)
- 『イディナ。』 - idina. (2016年、Warner Bros.)
- Christmas: A Season of Love (2019年、School Boy / Decca)

### ライブ・アルバム
- 『ライヴ:奇跡の歌姫』 - Live: Barefoot at the Symphony (2012年、Concord)
- Idina: Live (2018年、Walkman / Arts Music)

## 参照
1. ↑  英語の発音では、アイディーナ[要出典]
2. ↑  Trained to Be Wild - New York Times
3. ↑  “Hitched: Idina Menzel and Taye Diggs”.  Variety (2003年1月30日). 2008年8月31日閲覧。
4. ↑  Nudd, Tim (2013年12月11日). “Taye Diggs & Idina Menzel Split”. People. 2013年12月11日閲覧。
5. ↑  “「アナ雪」エルサ役歌手イディナ・メンゼルが婚約”. 日刊スポーツ. (2016年9月26日) 2016年9月26日閲覧。